# Greatest Hits: Volumen 1993–2003
Greatest Hits: Volumen 1993–2003 är ett videoalbum av Björk bestående av alla de 21 musikvideor som släppts sedan starten 1993 fram till slutet av 2002. Den gavs ut av One Little Indian Records på dvd i december 2002.
Videosamlingen kan ses som en utökad och återlanserad version av 1998 års Volumen, som innehöll de 14 första videorna på denna samling. För de som redan hade Volumen utgavs samma dag som Greatest Hits även Volumen Plus som ett komplement med de sju efterkomna videorna. Den sista videon, "Nature Is Ancient", är den enda som inte givits ut som singel då den lanserades i samband med samlingsboxen Family Tree i november 2002.

## Låtlista
1. "Human Behaviour" (Regissör: Michel Gondry) - 4:12
2. "Venus as a Boy" (Regissör: Sophie Muller) - 4:42
3. "Play Dead" (Regissör: Danny Cannon) - 3:56
4. "Big Time Sensuality" (Regissör: Stéphane Sednaoui) - 4:54
5. "Violently Happy" (Regissör: Jean-Baptiste Mondino) - 3:35
6. "Army of Me" (Regissör: Michel Gondry) - 3:55
7. "Isobel" (Regissör: Michel Gondry) - 4:24
8. "It's Oh So Quiet" (Regissör: Spike Jonze) - 3:41
9. "Hyperballad" (Regissör: Michel Gondry) - 3:58
10. "Possibly Maybe" (Regissör: Stéphane Sednaoui) - 5:06
11. "I Miss You" (Regissör: John Kricfalusi) - 4:03
12. "Jóga" (Regissör: Michel Gondry) - 3:22
13. "Bachelorette" (Regissör: Michel Gondry) - 5:11
14. "Hunter" (Regissör: Paul White) - 3:29
15. "Alarm Call" (Regissör: Alexander McQueen) - 3:38
16. "All Is Full of Love" (Regissör: Chris Cunningham) - 4:09
17. "Hidden Place" (Regissör: Inez van Lamsweerde & Vinoodh Matadin, M/M (Paris)) - 4:27
18. "Pagan Poetry" (Regissör: Nick Knight) - 4:01
19. "Cocoon" (Regissör: Eiko Ishioka) - 4:30
20. "It's in Our Hands" (Regissör: Spike Jonze) - 4:15
21. "Nature Is Ancient" (Regissör: Lynn Fox) - 4:15